# Travis Hamonic
Pour les articles homonymes, voir Hamonic.
Travis Hamonic (né le 16 août 1990 à Saint-Malo, province du Manitoba) est un joueur professionnel canadien de hockey sur glace. Il est franco-manitobain. Il évolue au poste de défenseur.

## Biographie

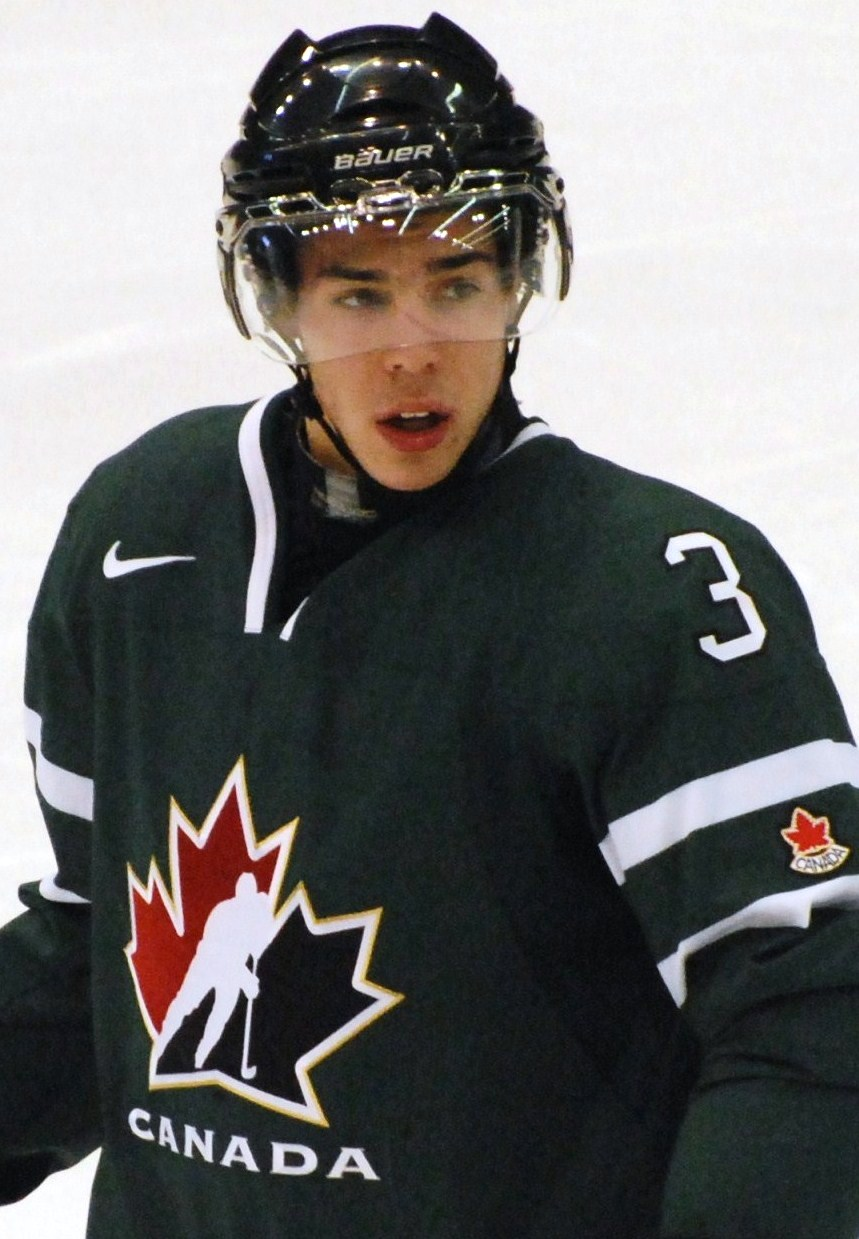
Hamonic en 2009

### Carrière en club
Il commence sa carrière junior en 2006 avec les Saints de Winnipeg dans la Ligue de hockey junior du Manitoba. En cours de saison, il rejoint les Warriors de Moose Jaw dans la Ligue de hockey de l'Ouest. Il prend part à la Super Série Subway 2008. Il est capitaine des Moose Jaw en 2009. Il est assistant capitaine de Brandon McMillan dans l'équipe LHOu lors Super Série Subway 2009. Le 10 janvier 2010, il est échangé aux Wheat Kings de Brandon en retour de Dallas Ehrhardt ainsi qu'un premier et un deuxième choix au repêchage bantam 2010 et un deuxième choix au repêchage bantam 2011. L'équipe participe à la Coupe Memorial 2010. En 2010, il passe professionnel avec les Sound Tigers de Bridgeport dans la Ligue américaine de hockey. Le 24 novembre 2010, il joue son premier match dans la Ligue nationale de hockey avec les Islanders. Il marque son premier but le 1er février 2011 face à Ondřej Pavelec et les Thrashers d'Atlanta.

### Carrière internationale
Il représente le Canada en sélections jeunes.

## Statistiques

### En club
| Saison     | Équipe                     | Ligue       |     | Saison régulière | Saison régulière | Saison régulière | Saison régulière | Saison régulière |   | Séries éliminatoires | Séries éliminatoires | Séries éliminatoires | Séries éliminatoires | Séries éliminatoires |
| Saison     | Équipe                     | Ligue       | PJ  | B                | A                | Pts              | Pun              | PJ               | B | A                    | Pts                  | Pun                  |                      |                      |
| 2006-2007  | Saints de Winnipeg         | LHJM        | 32  | 2                | 13               | 15               | 62               | -                | - | -                    | -                    | -                    |                      |                      |
| 2006-2007  | Warriors de Moose Jaw      | LHOu        | 22  | 0                | 3                | 3                | 30               | -                | - | -                    | -                    | -                    |                      |                      |
| 2007-2008  | Warriors de Moose Jaw      | LHOu        | 61  | 5                | 17               | 22               | 101              | 6                | 0 | 1                    | 1                    | 6                    |                      |                      |
| 2008-2009  | Warriors de Moose Jaw      | LHOu        | 57  | 13               | 27               | 40               | 126              | -                | - | -                    | -                    | -                    |                      |                      |
| 2009-2010  | Warriors de Moose Jaw      | LHOu        | 31  | 10               | 29               | 39               | 48               | -                | - | -                    | -                    | -                    |                      |                      |
| 2009-2010  | Wheat Kings de Brandon     | LHOu        | 10  | 1                | 4                | 5                | 17               | 15               | 4 | 7                    | 11                   | 23                   |                      |                      |
| 2010       | Wheat Kings de Brandon     | C. Memorial | -   | -                | -                | -                | -                | 5                | 1 | 2                    | 3                    | 11                   |                      |                      |
| 2010-2011  | Sound Tigers de Bridgeport | LAH         | 19  | 2                | 5                | 7                | 45               | -                | - | -                    | -                    | -                    |                      |                      |
| 2010-2011  | Islanders de New York      | LNH         | 62  | 5                | 21               | 26               | 103              | -                | - | -                    | -                    | -                    |                      |                      |
| 2011-2012  | Islanders de New York      | LNH         | 73  | 2                | 22               | 24               | 73               | -                | - | -                    | -                    | -                    |                      |                      |
| 2012-2013  | Islanders de New York      | LNH         | 48  | 3                | 7                | 10               | 28               | 6                | 0 | 1                    | 1                    | 23                   |                      |                      |
| 2013-2014  | Islanders de New York      | LNH         | 69  | 3                | 15               | 18               | 68               | -                | - | -                    | -                    | -                    |                      |                      |
| 2014-2015  | Islanders de New York      | LNH         | 71  | 5                | 28               | 33               | 85               | -                | - | -                    | -                    | -                    |                      |                      |
| 2015-2016  | Islanders de New York      | LNH         | 72  | 5                | 16               | 21               | 35               | 11               | 1 | 2                    | 3                    | 8                    |                      |                      |
| 2016-2017  | Islanders de New York      | LNH         | 49  | 3                | 11               | 14               | 60               | -                | - | -                    | -                    | -                    |                      |                      |
| 2017-2018  | Flames de Calgary          | LNH         | 74  | 1                | 10               | 11               | 79               | -                | - | -                    | -                    | -                    |                      |                      |
| 2018-2019  | Flames de Calgary          | LNH         | 69  | 7                | 12               | 19               | 33               | 5                | 0 | 0                    | 0                    | 2                    |                      |                      |
| 2019-2020  | Flames de Calgary          | LNH         | 50  | 3                | 9                | 12               | 27               | -                | - | -                    | -                    | -                    |                      |                      |
| 2020-2021  | Canucks de Vancouver       | LNH         | 38  | 3                | 7                | 10               | 39               | -                | - | -                    | -                    | -                    |                      |                      |
| 2021-2022  | Canucks de Vancouver       | LNH         | 24  | 3                | 4                | 7                | 6                | -                | - | -                    | -                    | -                    |                      |                      |
| 2021-2022  | Canucks d'Abbotsford       | LAH         | 2   | 0                | 1                | 1                | 4                | -                | - | -                    | -                    | -                    |                      |                      |
| 2021-2022  | Sénateurs d'Ottawa         | LNH         | 19  | 1                | 2                | 3                | 8                | -                | - | -                    | -                    | -                    |                      |                      |
| 2022-2023  | Sénateurs d'Ottawa         | LNH         | 75  | 6                | 15               | 21               | 71               | -                | - | -                    | -                    | -                    |                      |                      |
| 2023-2024  | Sénateurs d’Ottawa         | LNH         | 48  | 2                | 4                | 6                | 40               | -                | - | -                    | -                    | -                    |                      |                      |
| Totaux LNH | Totaux LNH                 | Totaux LNH  | 841 | 52               | 183              | 235              | 755              | 22               | 1 | 3                    | 4                    | 33                   |                      |                      |

### En équipe nationale
| Année | Compétition                       |   | PJ | B | A | Pts | Pun | +/-               |  | Résultat |
| 2008  | Championnat du monde moins 18 ans | 7 | 0  | 2 | 2 | 14  | +4  | Médaille d'or     |  |          |
| 2010  | Championnat du monde junior       | 6 | 1  | 2 | 3 | 0   | +9  | Médaille d'argent |  |          |

## Trophées et honneurs personnels

### Ligue de hockey de l'Ouest
- 2009-2010 : nommé dans la seconde équipe d'étoiles de l'association de l'Est

### Ligue nationale de hockey
- 2016-2017 : remporte le trophée de la Fondation de la LNH[4]